# نافورة مونتجويك السحرية

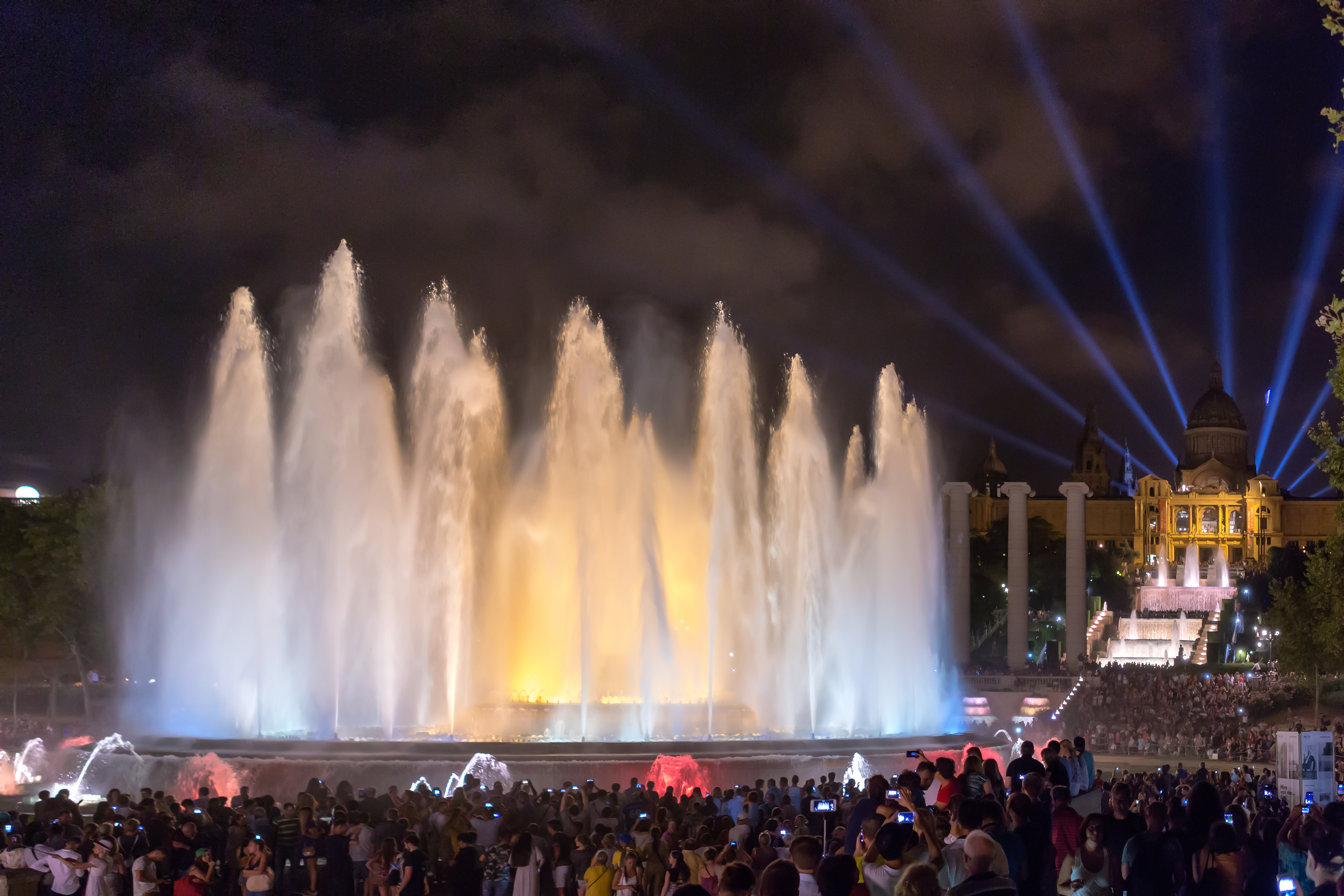
النافورة السحرية في عام 2016

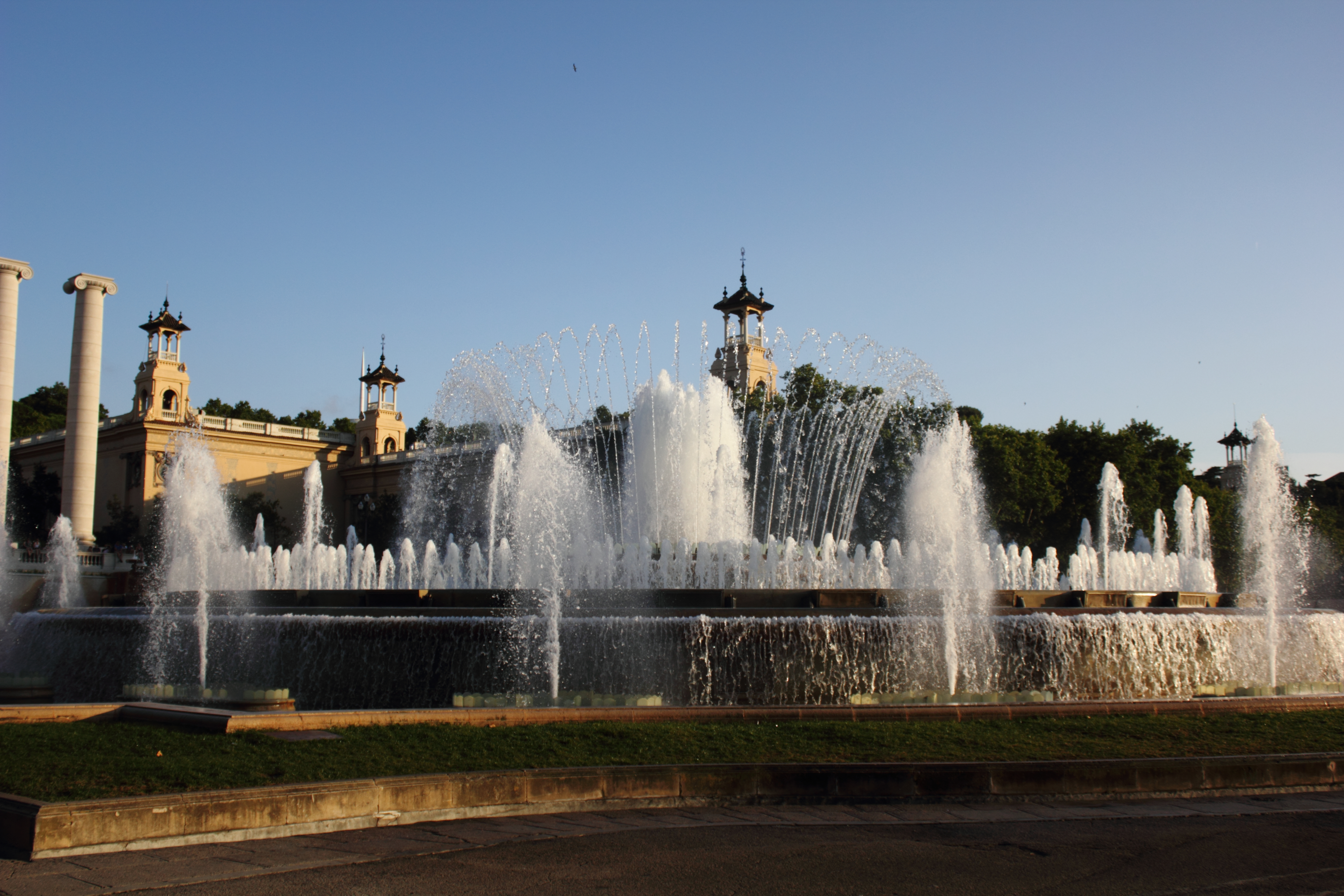
النافورة نهاراً

نافورة مونتجويك السحرية (بالكتالونية: Font màgica de Montjuïc)‏(بالإسبانية: Fuente mágica de Montjuic)‏ هي نافورة تقع في حي مونتجويك في برشلونة، كتلونيا، إسبانيا. بنيت النافورة لمعرض برشلونة الدولي لعام 1929. ‏
صممها كارليس بوغاز، الذي صمم نوافير مضيئة منذ عام 1922. وكان الموقع الذي شيدت فيه النافورة هو الموقع السابق للأعمدة الأربعة. وهدمت الأعمدة، وكنتيحة للحركة الكاتالونية، في عام 1928 تحت أوامر رئيس الوزراء ميغيل بريمو دي ريفيرا وأعيد بناؤها في عام 2010 على بعد أمتار قليلة من الموقع الأصلي.
قدم بوغاز تصميمه قبل عام من المعرض، حيث وصف الكثيرون الخطة بأنها طموحة للغاية، مع القليل من الوقت لإكمالها. استخدم مشروع البناء أكثر من 3000 عامل. وعٌرِضت لأول مرة في 19 آيار 1929، قبل يوم من بدء المعرض. وقد تضررت النافورة بشدة في الحرب الأهلية الإسبانية ولم تعمل حتى عام 1955، بعد أن أشرف بويغاس على الإصلاحات اللازمة.

## وصلات خارجية
- The Magic Fountain في Ajuntament de Barcelona الموقع الإلكتروني
- Magic Fountain of Montjuic in Barcelona

إحداثيات: 41°22′16.15″N 02°09′06.25″E / 41.3711528°N 2.1517361°E